# Cerkiew Świętych Piotra i Pawła w Moskwie (Lefortowo)
Cerkiew Świętych Piotra i Pawła – prawosławna cerkiew w Moskwie, w rejonie Lefortowo, w dekanacie Opieki Matki Bożej eparchii moskiewskiej miejskiej Rosyjskiego Kościoła Prawosławnego.

## Historia
Pierwsza cerkiew na miejscu obecnie istniejącej świątyni została zbudowana do 1613, a jej patronem był św. Mikołaj Cudotwórca. W wyświęceniu tego obiektu sakralnego 5 maja 1613 brał udział car Mikołaj I. W 1696, z inicjatywy pułkownika Franza Leforta, budynek został przebudowany, by odtąd służyć jako cerkiew pułkowa żołnierzy Pułku Moskiewskiego pod wezwaniem świętych Piotra i Pawła. Obiekt ten był drewniany; w 1711 zastąpiono go cerkwią murowaną z trzema ołtarzami: głównym, zachowującym dotychczasowe wezwaniem, prawy św. Jana Teologa i lewym św. Sergiusza z Radoneża. W świątyni przetrwało oryginalne XVIII-wieczne wyposażenie. Cerkiew nigdy w swojej historii nie była zamykana, pozostawała czynna także w okresie radzieckim. W 1991 przy świątyni otwarto cerkiew-baptysterium św. Michała Archanioła.
W cerkwi szczególnym kultem otaczane są kopie Poczajowskiej Ikony Matki Bożej oraz Ikony Matki Bożej „Nieporuszona Ściana”, a także relikwie św. Michała Twerskiego.

## Architektura
Budynek zwieńczony jest siedmioma kopułami: pięć znajduje się nad nawą (tradycyjny układ piatigławia), dwie kolejne – po jednej nad każdym ołtarzem bocznym. Nad cerkiewnym przedsionkiem znajduje się dzwonnica zwieńczona dachem hełmowym, na której zawieszono osiem dzwonów.
Łączna wysokość budynku to 38 metrów (od poziomu gruntu do zwieńczenia krzyży na kopułach). Wejście do obiektu prowadzi przez troje drzwi, nad którymi widnieją kopie ikon maryjnych – Kazańskiej, Włodzimierskiej oraz Pieczerskiej.

## Związani z cerkwią
W latach 30. XX wieku proboszczem miejscowej parafii był ks. Nikołaj Skworcow, w 1937 rozstrzelany na poligonie w Butowie, w 2005 kanonizowany jako jeden z Soboru Świętych Nowomęczenników i Wyznawców Rosyjskich. W latach 1964–1967 w świątyni służył Władimir Diwakow, od 1991 kierownik kancelarii Patriarchatu Moskiewskiego. Z kolei od 2009 do 2012 parafią Świętych Piotra i Pawła kierował igumen Izydor (Tupikin), późniejszy biskup smoleński i wiaziemski.